# Itō Toshiyoshi

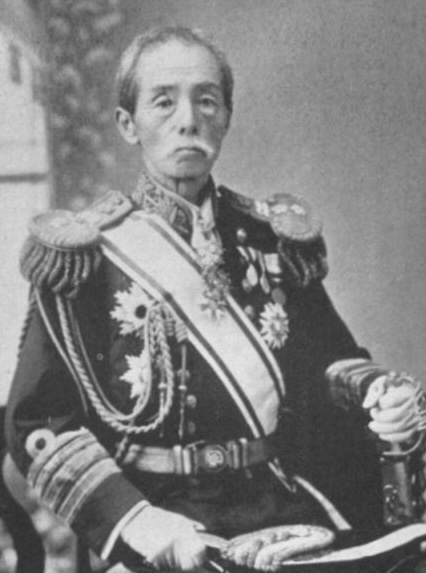
Itō Toshiyoshi

Danshaku Itō Toshiyoshi (jap. 伊藤雋吉; * 28. März 1840 in Kyōto, Japan; † 10. April 1921) war ein japanischer Seeoffizier der Kaiserlich Japanischen Marine und zuletzt Vizeadmiral, der unter anderem 1889 erster Chef des Admiralstabes sowie von 1890 bis 1898 Vize-Marineminister war.

## Leben

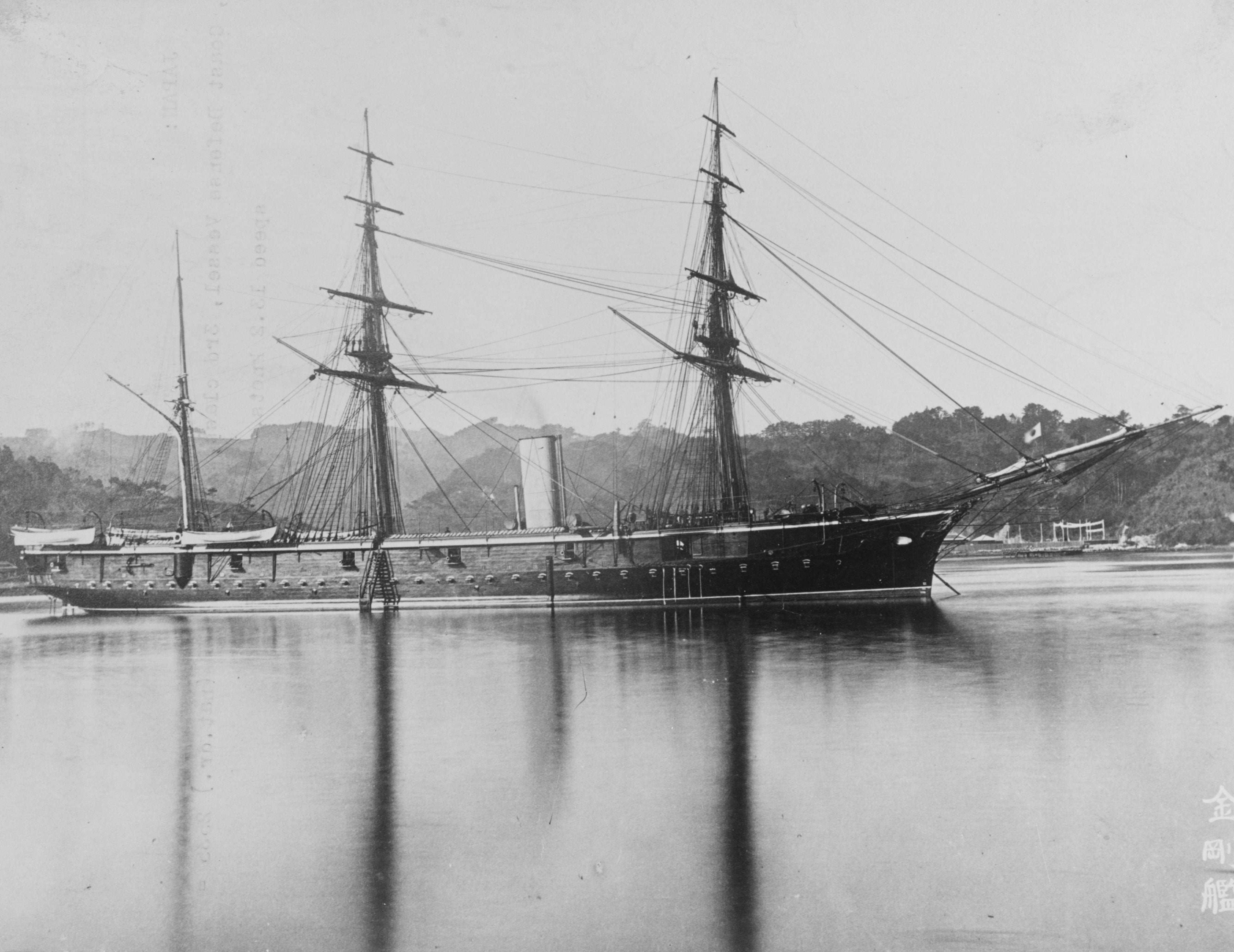
Itō Toshiyoshi war zwischen 1878 und 1881 Kommandant der Panzerkorvette Kongō.

Itō Toshiyoshi studierte Rangaku, die Erkundung des Westens durch das Medium der niederländischen Sprache während der Zeit der Abschließung Japans, und trat später unter Ōmura Masujirō in die 1869 gegründete Kaiserlich Japanische Marine ein. Er wurde am 14. September 1871 zum Korvettenkapitän (Shōsa) befördert und war daraufhin Kommandant der Raddampfer-Korvette Kasuga sowie zugleich Mitglied des Büros für Hydrographie im Ministerium für die Streitkräfte. Im Anschluss war er zwischen dem 8. März 1872 und dem 12. August 1872 Kommandant der Sloop Nisshin, wobei er in dieser Funktion am 2. August 1872 zum Fregattenkapitän (Chūsa) befördert wurde. Während er vom 12. August 1872 bis zum 12. September 1876 Kommandant der Korvette Tsukuba war, übernahm er am 12. Juni 1874 erste Tätigkeiten in der Kaiserlich Japanischen Marineakademie (Kaigun Heigakkō) und war dort im Anschluss vom 12. September 1876 bis zum 29. April 1878 Chefausbilder. Zugleich wurde er am 12. September 1876 Vize-Chef für Ausbildung beziehungsweise am 31. Oktober 1877 Vize-Direktor der Marineakademie. Dabei fungierte er zwischen dem 20. Februar und dem 23. August 1877 sowie erneut vom 18. Januar bis zum 5. April 1878 als kommissarischer Direktor der Marineakademie. Während er zwischen dem 29. April 1878 und dem 17. Juni 1881 Kommandant der Panzerkorvette Kongō war, erhielt er am 21. November 1878 auch zum Beförderung zum Kapitän zur See (Taisa).

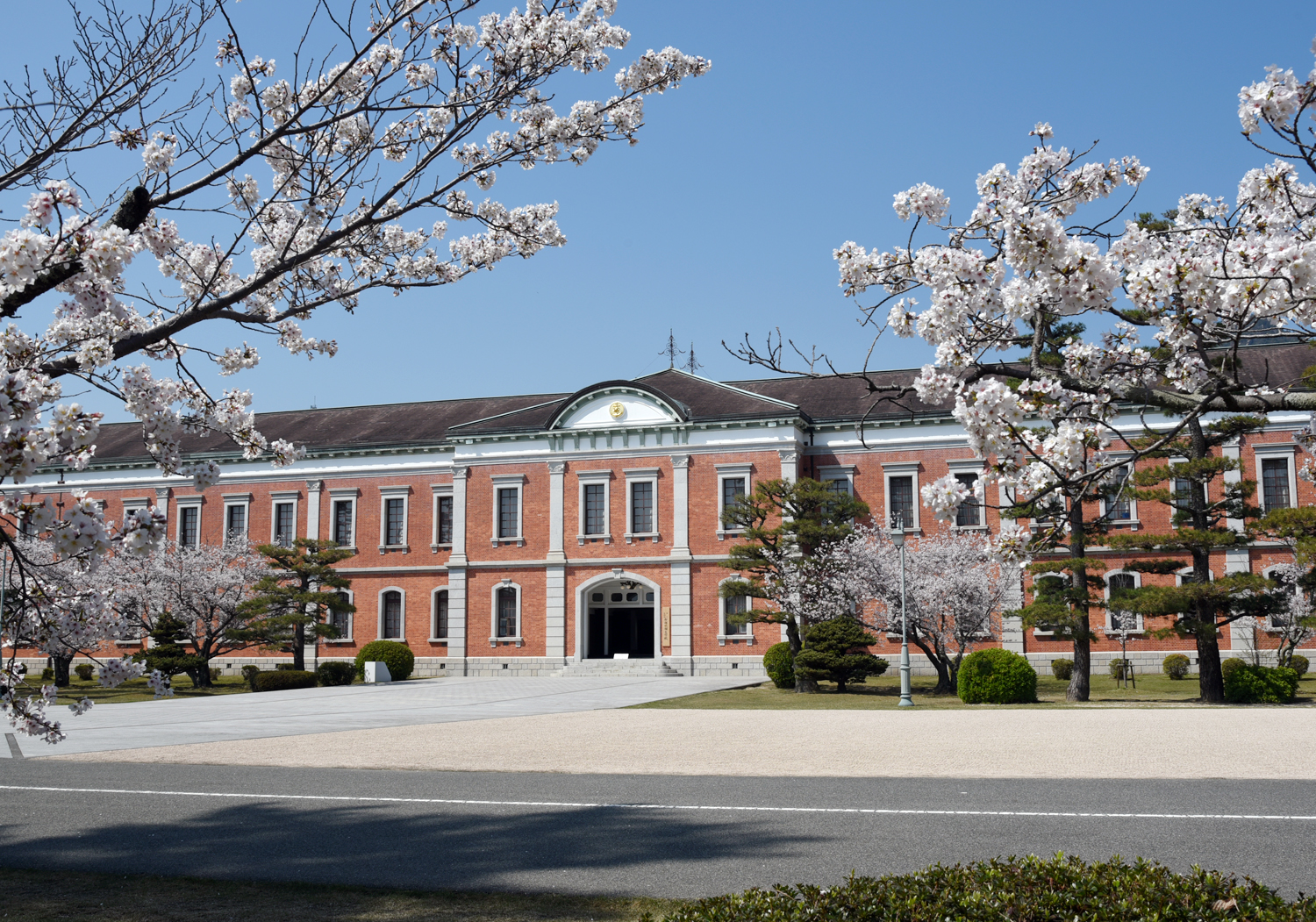
Die Kaiserlich Japanische Marineakademie, deren Direktor Itō von 1881 bis 1882 war.

Am 17. Januar 1881 wurde Kapitän zur See Itō als Nachfolger von Motoyama Susumu zum Direktor der Marineakademie ernannt und bekleidete dieses Amt bis zum 20. Oktober 1882, woraufhin Matsumura Junzō ihn ablöste. In dieser Verwendung wurde er am 6. Juni 1882 zum Konteradmiral (Shōshō) befördert und war zwischen dem 20. Oktober 1882 und dem 23. April 1885 erst Präsident der Kyodo Transportation Co. sowie im Anschluss vom 23. April 1885 bis zum 29. Januar 1886 sowohl Chef der Marinewerft Yokosuka als auch stellvertretender Oberkommandierender des Marinebezirks (Chinju-fu) Yokosuka, der erste von vier Hauptverwaltungsbezirken der Marine in der Bucht von Tokio. Daraufhin bekleidete er zwischen dem 29. Januar 1886 und dem 8. März 1889 den Posten des Direktors des Schiffsbüros im Marineministerium (Kaigun-shō) und fungierte außerdem vom 29. Januar bis zum 10. Mai 1886 als Vorsitzender des Kauf-Ausschusses beziehungsweise zwischen dem 10. Mai 1886 und dem 3. Februar 1888 als Chef des Kauf-Büros des Marineministeriums. Des Weiteren war er vom 4. Februar 1886 bis zum 15. Mai 1889 Mitglied des Admiralitätsausschusses sowie in dieser Zeit zwischen dem 28. September 1887 und dem 8. März 1889 Sekretär dieses Ausschusses.
Am 8. März 1889 wurde Itō Toshiyoshi erster Chef des Admiralstabes und verblieb in dieser militärischen Spitzenposition innerhalb der Marine allerdings nur bis zum 15. Mai 1889, woraufhin Arichi Shinanojō seine Nachfolge antrat. Nachdem er anschließend zwischen dem 15. Mai 1889 und dem 21. Mai 1890 Direktor des Büros 2 des Marineministeriums war, löste er am 21. Mai 1890 Kabayama Sukenori als Vize-Marineminister (Kaigun jikan) ab und bekleidete dieses Amt bis zu seiner Ablösung durch Saitō Makoto am 11. Oktober 1898. Mit seiner Beförderung zum Vizeadmiral (Chūjō) am 24. September 1890 wurde er erneut Mitglied des Admiralitätsausschusses, dem er bis zum 18. Juli 1899 angehörte. Er war zugleich zwischen dem 20. Mai 1893 und dem 8. März 1895 Direktor des Büros für Marineangelegenheiten im Marineministerium sowie vom 12. September 1893 bis zum 25. März 1895 Assistierendes Mitglied im Marinestab.
Für seine langjährigen Verdienste wurde Itō Toshiyoshi am 20. August 1895 als Baron (Danshaku) in den Adelsstand (Kazoku) erhoben und fungierte zwischen dem 1. April 1897 und dem 11. Oktober 1898 noch als Marineanwalt sowie als Chef des Rechtsbüros des Marineministeriums. Nachdem er am 18. Juli 1899 in die Reserve versetzt wurde, wurde er als Vertreter des Adels zum Mitglied des Herrenhauses (Kizokuin), des Oberhauses des Reichstages (Teikoku gikai), gewählt und gehörte diesem bis zu seinem Tode am 10. April 1921 an. Nachdem er am 28. März 1903 in die zweite Marinereserve versetzt wurde, trat er schließlich am 28. März 1908 endgültig in den Ruhestand.

## Hintergrundliteratur
- Trevor N. Dupuy: Encyclopedia of Military Biography, I B Tauris & Co Ltd., 1992, ISBN 1-85043-569-3.(Onlineversion (Auszug))
- David C Evans, Mark R Peattie: Kaigun. Strategy, tactics, and technology in the Imperial Japanese Navy, 1887–1941, Naval Institute Press, Annapolis, Maryland 1997, ISBN 0-87021-192-7
- J. Charles Schencking: Making Waves: Politics, Propaganda, And The Emergence Of The Imperial Japanese Navy, 1868–1922. Stanford University Press, Stanford 2005, ISBN 0-8047-4977-9.